# Шишко, Ольга Викторовна
Ольга Викторовна Шишко (род. 11 октября 1967) — российский искусствовед, специалист в области искусства новых технологий, директор и куратор проектов Центра культуры и искусства «МедиаАртЛаб», создатель одной из старейших и самых обширных в России медиатек современного искусства.

## Биография
Окончила отделение истории и теории искусства исторического факультета Московского государственного университета имени М. В. Ломоносова. С 2000 года член экспертного Совета Института «Pro Arte» (программа «Теория и практика медиа арта»), член Союза кинематографистов РФ, с 1999 года член Российской Академии Интернет, с 1997 года член AICA.
Созданная её усилиями и усилиями её мужа, медиахудожника Алексея Исаева, коллекция MediaArtLab является одной из старейших и самых обширных в России медиатек современного искусства.
Директор Центра культуры и искусства «MediaArtLab» в Москве. Директор «Медиа Форума» в рамках Московского международного кинофестиваля.
Куратор многочисленных проектов: первого в России фестиваля российских арт-ресурсов «Да-Да-Net», программы «Современное искусство и Интернет» (EVA-Москва), международного симпозиума «Pro&Contra», выставочного проекта «Расширенное кино. Том 1» в Московском Музее Современного Искусства, «Расширенное кино. Том 2» в Центре современной культуры «Гараж», «Погружения: в сторону тактильного кинематографа» в Фонде культура «ЕКАТЕРИНА» и многих других.
С 2009 года входит в состав жюри Премии Сергея Курехина, ежегодной российской премии в области современного искусства.
С 2011 года возглавляет факультет «Медиа арт» Академии коммуникаций Wordshop.